# Copa CONMEBOL de 1992
A Copa CONMEBOL de 1992 foi a primeira edição desta competição de futebol organizada pela Confederação Sul-Americana de Futebol.
Disputada por dezesseis agremiações, a competição começou no dia 5 de agosto e foi finalizada em 23 de dezembro. Atlético Mineiro e Olimpia se enfrentaram na decisão, vencida no placar agregado pelo clube brasileiro. Este foi o primeiro título internacional da história do Atlético Mineiro.
Após o término da finalíssima, a cidade de Belo Horizonte sofreu atos de vandalismos e roubos de torcedores do Atlético Mineiro. De acordo com a estimativa da Polícia Militar, 18 lojas foram depredadas ou saqueadas e dezenas de veículos foram danificados.

## Antecedentes
Inaugurada em 1992, a Copa CONMEBOL foi organizada pela Confederação Sul-Americana de Futebol (CONMEBOL), sendo considerada como de segundo nível sul-americano, abaixo da Copa Libertadores da América e uma das precursoras da Copa Sul-Americana.

## Participantes e regulamento
Esta edição foi disputada por dezesseis clubes, sendo quatro brasileiros: Atlético Mineiro, Bragantino, Fluminense e Grêmio; três argentinos: Deportivo Español, Gimnasia y Esgrima e Vélez Sarsfield; dois uruguaios: Danubio e Peñarol; além dos demais participantes: Oriente Petrolero (Bolivia), O'Higgins (Chile), Junior Barranquilla (Colômbia), El Nacional (Equador), Olimpia (Paraguai), Universitario (Peru) e Marítimo (Venezuela). O regulamento, por sua vez, organizou as equipes em dois chaveamentos pré-determinados e compostos por jogos eliminatórios de ida e volta. Os vencedores dos chaveamentos se enfrentaram na decisão.
| País      | Equipe                 | Ref.        |
| --------- | ---------------------- | ----------- |
| Argentina | Deportivo Español      | [ 2 ] [ 3 ] |
| Argentina | Gimnasia y Esgrima     | [ 2 ] [ 3 ] |
| Argentina | Vélez Sarsfield        | [ 2 ] [ 3 ] |
| Bolívia   | Oriente Petrolero      | [ 2 ] [ 3 ] |
| Brasil    | Atlético Mineiro       | [ 2 ] [ 3 ] |
| Brasil    | Bragantino             | [ 2 ] [ 3 ] |
| Brasil    | Fluminense             | [ 2 ] [ 3 ] |
| Brasil    | Grêmio                 | [ 2 ] [ 3 ] |
| Chile     | O'Higgins              | [ 2 ] [ 3 ] |
| Colômbia  | Junior de Barranquilla | [ 2 ] [ 3 ] |
| Equador   | El Nacional            | [ 2 ] [ 3 ] |
| Paraguai  | Olimpia                | [ 2 ] [ 3 ] |
| Peru      | Universitario          | [ 2 ] [ 3 ] |
| Uruguai   | Danubio                | [ 2 ] [ 3 ] |
| Uruguai   | Peñarol                | [ 2 ] [ 3 ] |
| Venezuela | Marítimo               | [ 2 ] [ 3 ] |

## Resumo
O campeonato iniciou em 5 de agosto. Na fase inicial, quatro confrontos nacionais foram protagonizados. Nos embates brasileiros, Atlético Mineiro e Grêmio eliminaram Fluminense e Bragantino, respectivamente. O Peñarol, por sua vez, venceu o Danubio nas penalidades, enquanto o Deportivo Español superou, na argentina, o Vélez Sarsfield.[carece de fontes?] Outro clube argentino classificado foi o Gimnasia y Esgrima, que eliminou o chileno O'Higgins. El Nacional, Junior Barranquilla e Olimpia ficaram com as demais vagas. Nas quartas de final, El Nacional, Atlético Mineiro e Gimnasia y Esgrima prosseguiram na competição superando os adversários em seus estádios. O Olimpia, por sua vez, foi o único visitante classificado — nas penalidades. Aliás, o mesmo cenário se repetiu contra o Gimnasia y Esgrima nas semifinais, e o clube paraguaio avançou para final. Na segunda semifinal, o Atlético Mineiro conseguiu reverter o revés pelo placar mínimo na partida de ida. Na oportunidade, venceu o El Nacional por 2–0.
A decisão começou a ser disputada em 16 de setembro, no estádio Governador Magalhães Pinto, o Mineirão. Na ocasião, o jogo foi apitado pelo chileno Henan Silva e terminou com um triunfo do Atlético Mineiro pelo placar de 2–0. Após a vitória, o clube brasileiro agiu com cautela e, visando a conquista do primeiro título internacional em sua história, esquematizou uma "Operação Paraguai". Em contrapartida, o treinador do Olimpia, Roberto Perfumo, considerou o resultado injusto. Uma semana depois, a cidade de Assunção recebeu a última partida da primeira edição da Copa Conmebol, a qual decidiria o título. Realizada no estádio Manuel Ferreira, os mandantes triunfaram pelo placar mínimo. Apesar disso, o resultado não foi suficiente para reverter a vantagem adquirida pelo Atlético Mineiro, que sagrou-se campeão.
Poucas horas após o término do segundo jogo da final, a cidade de Belo Horizonte sofreu atos de vandalismos e roubos de torcedores do Atlético Mineiro. De acordo com o comandante do Batalhão de Choque da Polícia Militar, Edvaldo Piccinini, cerca de oitocentos atleticanos saíram do bairro de Lourdes, onde acompanhavam a partida por um telão e caminharam até a Praça Sete de Setembro. A Polícia Militar ainda estimou que dezoito lojas foram depredadas ou saqueadas e dezenas de veículos danificados.

## Resultados
|  | Oitavas de final       | Oitavas de final   | Oitavas de final | Oitavas de final |       |                        | Quartas de final  | Quartas de final  | Quartas de final  | Quartas de final  |  |              | Semifinais        | Semifinais        | Semifinais        | Semifinais        |                  |   | Final               | Final               | Final               | Final               |
|  | 5 a 12 de agosto       | 5 a 12 de agosto   | 5 a 12 de agosto | 5 a 12 de agosto |       |                        | 19 e 26 de agosto | 19 e 26 de agosto | 19 e 26 de agosto | 19 e 26 de agosto |  |              | 2 e 9 de setembro | 2 e 9 de setembro | 2 e 9 de setembro | 2 e 9 de setembro |                  |   | 16 e 23 de setembro | 16 e 23 de setembro | 16 e 23 de setembro | 16 e 23 de setembro |
|  |                        |                    |                  |                  |       |                        |                   |                   |                   |                   |  |              |                   |                   |                   |                   |                  |   |                     |                     |                     |                     |
|  | Bragantino             | 2                  | 1                | 3 (6)            |       |                        |                   |                   |                   |                   |  |              |                   |                   |                   |                   |                  |   |                     |                     |                     |                     |
|  | Grêmio (p.)            | 2                  | 1                | 3 (7)            |       |                        |                   |                   |                   |                   |  |              |                   |                   |                   |                   |                  |   |                     |                     |                     |                     |
|  | Grêmio (p.)            | 2                  | 1                | 3 (7)            |       | Grêmio                 | 1                 | 0                 | 1                 |                   |  |              |                   |                   |                   |                   |                  |   |                     |                     |                     |                     |
|  |                        |                    |                  |                  |       | Grêmio                 | 1                 | 0                 | 1                 |                   |  |              |                   |                   |                   |                   |                  |   |                     |                     |                     |                     |
|  |                        | El Nacional        | 0                | 4                | 4     |                        |                   |                   |                   |                   |  |              |                   |                   |                   |                   |                  |   |                     |                     |                     |                     |
|  | Universitario          | El Nacional        | 0                | 4                | 4     | 1                      | 1                 | 2                 |                   |                   |  |              |                   |                   |                   |                   |                  |   |                     |                     |                     |                     |
|  | Universitario          |                    |                  |                  |       | 1                      | 1                 | 2                 |                   |                   |  |              |                   |                   |                   |                   |                  |   |                     |                     |                     |                     |
|  | El Nacional            | 3                  | 3                | 6                |       |                        |                   |                   |                   |                   |  |              |                   |                   |                   |                   |                  |   |                     |                     |                     |                     |
|  | El Nacional            | 3                  | 3                | 6                |       |                        |                   |                   |                   |                   |  | El Nacional  | 1                 | 0                 | 1                 |                   |                  |   |                     |                     |                     |                     |
|  |                        |                    |                  |                  |       |                        |                   |                   |                   |                   |  | El Nacional  | 1                 | 0                 | 1                 |                   |                  |   |                     |                     |                     |                     |
|  |                        | Atlético Mineiro   | 0                | 2                | 2     |                        |                   |                   |                   |                   |  |              |                   |                   |                   |                   |                  |   |                     |                     |                     |                     |
|  | Junior de Barranquilla | Atlético Mineiro   | 0                | 2                | 2     | 6                      | 1                 | 7                 |                   |                   |  |              |                   |                   |                   |                   |                  |   |                     |                     |                     |                     |
|  | Junior de Barranquilla |                    |                  |                  |       | 6                      | 1                 | 7                 |                   |                   |  |              |                   |                   |                   |                   |                  |   |                     |                     |                     |                     |
|  | Marítimo               | 0                  | 0                | 0                |       |                        |                   |                   |                   |                   |  |              |                   |                   |                   |                   |                  |   |                     |                     |                     |                     |
|  | Marítimo               | 0                  | 0                | 0                |       | Junior de Barranquilla | 2                 | 0                 | 2                 |                   |  |              |                   |                   |                   |                   |                  |   |                     |                     |                     |                     |
|  |                        |                    |                  |                  |       | Junior de Barranquilla | 2                 | 0                 | 2                 |                   |  |              |                   |                   |                   |                   |                  |   |                     |                     |                     |                     |
|  |                        | Atlético Mineiro   | 2                | 3                | 5     |                        |                   |                   |                   |                   |  |              |                   |                   |                   |                   |                  |   |                     |                     |                     |                     |
|  | Fluminense             | Atlético Mineiro   | 2                | 3                | 5     | 2                      | 1                 | 3                 |                   |                   |  |              |                   |                   |                   |                   |                  |   |                     |                     |                     |                     |
|  | Fluminense             |                    |                  |                  |       | 2                      | 1                 | 3                 |                   |                   |  |              |                   |                   |                   |                   |                  |   |                     |                     |                     |                     |
|  | Atlético Mineiro       | 1                  | 5                | 6                |       |                        |                   |                   |                   |                   |  |              |                   |                   |                   |                   |                  |   |                     |                     |                     |                     |
|  | Atlético Mineiro       | 1                  | 5                | 6                |       |                        |                   |                   |                   |                   |  |              |                   |                   |                   |                   | Atlético Mineiro | 2 | 0                   | 2                   |                     |                     |
|  |                        |                    |                  |                  |       |                        |                   |                   |                   |                   |  |              |                   |                   |                   |                   |                  | 2 | 0                   | 2                   |                     |                     |
|  |                        | Olimpia            | 0                | 1                | 1     |                        |                   |                   |                   |                   |  |              |                   |                   |                   |                   |                  |   |                     |                     |                     |                     |
|  | Oriente Petrolero      | Olimpia            | 0                | 1                | 1     | 0                      | 0                 | 0                 |                   |                   |  |              |                   |                   |                   |                   |                  |   |                     |                     |                     |                     |
|  | Oriente Petrolero      |                    |                  |                  |       | 0                      | 0                 | 0                 |                   |                   |  |              |                   |                   |                   |                   |                  |   |                     |                     |                     |                     |
|  | Olimpia                | 4                  | 1                | 5                |       |                        |                   |                   |                   |                   |  |              |                   |                   |                   |                   |                  |   |                     |                     |                     |                     |
|  | Olimpia                | 4                  | 1                | 5                |       | Olimpia (p.)           | 0                 | 0                 | 0 (4)             |                   |  |              |                   |                   |                   |                   |                  |   |                     |                     |                     |                     |
|  |                        |                    |                  |                  |       | Olimpia (p.)           | 0                 | 0                 | 0 (4)             |                   |  |              |                   |                   |                   |                   |                  |   |                     |                     |                     |                     |
|  |                        | Deportivo Español  | 0                | 0                | 0 (3) |                        |                   |                   |                   |                   |  |              |                   |                   |                   |                   |                  |   |                     |                     |                     |                     |
|  | Vélez Sarsfield        | Deportivo Español  | 0                | 0                | 0 (3) | 0                      | 0                 | 0                 |                   |                   |  |              |                   |                   |                   |                   |                  |   |                     |                     |                     |                     |
|  | Vélez Sarsfield        |                    |                  |                  |       | 0                      | 0                 | 0                 |                   |                   |  |              |                   |                   |                   |                   |                  |   |                     |                     |                     |                     |
|  | Deportivo Español      | 0                  | 2                | 2                |       |                        |                   |                   |                   |                   |  |              |                   |                   |                   |                   |                  |   |                     |                     |                     |                     |
|  | Deportivo Español      | 0                  | 2                | 2                |       |                        |                   |                   |                   |                   |  | Olimpia (p.) | 0                 | 0                 | 0 (3)             |                   |                  |   |                     |                     |                     |                     |
|  |                        |                    |                  |                  |       |                        |                   |                   |                   |                   |  | Olimpia (p.) | 0                 | 0                 | 0 (3)             |                   |                  |   |                     |                     |                     |                     |
|  |                        | Gimnasia y Esgrima | 0                | 0                | 0 (0) |                        |                   |                   |                   |                   |  |              |                   |                   |                   |                   |                  |   |                     |                     |                     |                     |
|  | Danubio                | Gimnasia y Esgrima | 0                | 0                | 0 (0) | 0                      | 1                 | 1 (6)             |                   |                   |  |              |                   |                   |                   |                   |                  |   |                     |                     |                     |                     |
|  | Danubio                |                    |                  |                  |       | 0                      | 1                 | 1 (6)             |                   |                   |  |              |                   |                   |                   |                   |                  |   |                     |                     |                     |                     |
|  | Peñarol (p.)           | 0                  | 1                | 1 (7)            |       |                        |                   |                   |                   |                   |  |              |                   |                   |                   |                   |                  |   |                     |                     |                     |                     |
|  | Peñarol (p.)           | 0                  | 1                | 1 (7)            |       | Peñarol                | 0                 | 1                 | 1                 |                   |  |              |                   |                   |                   |                   |                  |   |                     |                     |                     |                     |
|  |                        |                    |                  |                  |       | Peñarol                | 0                 | 1                 | 1                 |                   |  |              |                   |                   |                   |                   |                  |   |                     |                     |                     |                     |
|  |                        | Gimnasia y Esgrima | 0                | 3                | 3     |                        |                   |                   |                   |                   |  |              |                   |                   |                   |                   |                  |   |                     |                     |                     |                     |
|  | O'Higgins              | Gimnasia y Esgrima | 0                | 3                | 3     | 0                      | 0                 | 0                 |                   |                   |  |              |                   |                   |                   |                   |                  |   |                     |                     |                     |                     |
|  | O'Higgins              |                    |                  |                  |       | 0                      | 0                 | 0                 |                   |                   |  |              |                   |                   |                   |                   |                  |   |                     |                     |                     |                     |
|  | Gimnasia y Esgrima     | 0                  | 2                | 2                |       |                        |                   |                   |                   |                   |  |              |                   |                   |                   |                   |                  |   |                     |                     |                     |                     |

- Em itálico, os times que possuem o mando de campo no primeiro jogo do confronto e em negrito os times classificados.